# Henrik Nordenberg

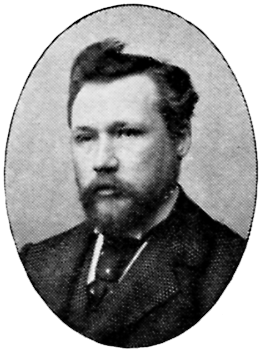
Carl Henrik Nordenberg, Foto um 1900

Carl Henrik Nordenberg (* 19. Mai 1857 in Ringamåla landskommun bzw. Asarum bei Karlshamn, Südschweden; † 1. November 1928 in Düsseldorf) war ein deutsch-schwedischer Landschafts-, Genre- und Interieurmaler, Radierer und Lithograf der Düsseldorfer Schule.

## Leben
Nordenberg, Neffe des Genremalers Bengt Nordenberg, folgte seinem Onkel 1873 nach Düsseldorf, wo er Privatunterricht von ihm erhielt. Von 1873 bis 1883/1884 studierte er an der Kunstakademie Düsseldorf. Dort waren Andreas und Karl Müller, Heinrich Lauenstein, Eduard Gebhardt, Julius Roeting, Carl Ernst Forberg und Wilhelm Sohn seine Lehrer. Nach dem Studium wurde er Mitglied des Künstlervereins Malkasten, dem er bis zu seinem Tode angehörte. Auf der Malkastenbühne stellte er im Dezember 1909 mehrere Aufführungen des Tableau vivant Guten Morgen, mein Liebchen nach einem Bild von Benjamin Vautier. Der Jahresbericht des Künstlervereins vermerkte, dass das „köstliche und humorvolle Bild […] stets großen Heiterkeitserfolg erzielte“. In den 1880er Jahren bereiste Nordenberg Katwijk und Volendam. Als am 14. Mai 1917 der schwedische Genre- und Interieurmaler Anders Montan in Düsseldorf verschied, war Nordenberg der letzte Künstler der „Düsseldorfer Schweden“, einer ehemals blühenden schwedischen Malerkolonie der Stadt.

## Werke (Auswahl)

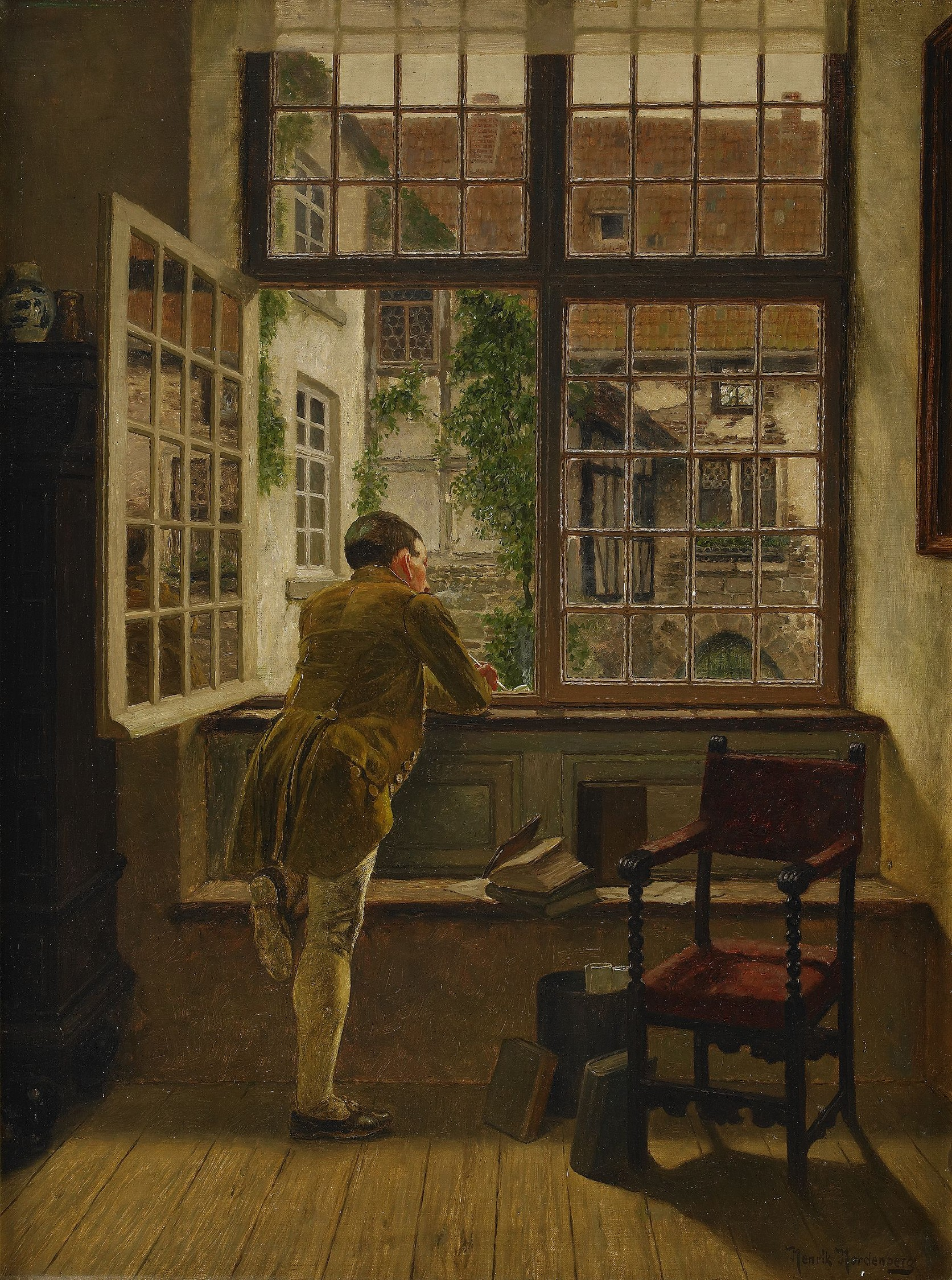
Blick aus dem Fenster

Zu den malerischen Vorlieben Nordenbergs zählte es, Innenräume mit Öffnungen und Tiefenperspektiven in den Außenraum abzubilden, etwa über geöffnete Fenster, Türen und Balkonbrüstungen. Vielfach stellte er dabei Frauen in häuslichen Tätigkeiten dar.
- Das Schifffahrtshaus in Lübeck, 1880
- Das Künstleratelier, 1891
- Blick aus dem Entrée
- Blick aus dem Fenster
- Lesende Frau
- Junge Frau in holländischer Küche
- In der Schankstube
- Plauderstündchen
- Mutter mit Kind beim Apfelschälen (Interieurszene)
- Die Netzflickerin
- Familienidylle – Mutter mit spielendem Kind und Katze (Interieurszene)